# Qandilita
La qandilita és un mineral de la classe dels òxids que pertany al grup de l'espinel·la. Rep el nom de les muntanyes Qandil, on es troba la seva localitat tipus.

## Característiques
La qandilita és un òxid de fórmula química (Mg,Fe)₂(Ti,Fe,Al)O₄. Cristal·litza en el sistema isomètric en forma de cristalls octaedrals, i de manera granular. La seva duresa a l'escala de Mohs és 7.
Segons la classificació de Nickel-Strunz, la qandilita pertany a «04.BB: Òxids amb proporció Metall:Oxigen = 3:4 i similars, amb només cations de mida mitjana» juntament amb els següents minerals: cromita, cocromita, coulsonita, cuprospinel·la, filipstadita, franklinita, gahnita, galaxita, hercynita, jacobsita, manganocromita, magnesiocoulsonita, magnesiocromita, magnesioferrita, magnetita, nicromita, espinel·la, trevorita, ulvöspinel·la, vuorelainenita, zincocromita, hausmannita, hetaerolita, hidrohetaerolita, iwakiita, maghemita, titanomaghemita, tegengrenita i xieïta.

## Formació i jaciments
Es troba en skarn de forsterita. Sol trobar-se associada a altres minerals com: forsterita, espinel·la, perovskita, calcita, geikielita o períclasi. Va ser descoberta l'any 1985 al mont Dupezeh, a Hero (Iraq). També se n'ha trobat a Aldan (Rússia) i a dues localitats d'Itàlia: al mont vesuvi (Nàpols) i al dipòsit de bauxita de Regia Piana (Benevento).